# NGC 1015
NGC 1015 è una galassia a spirale barrata situata nella costellazione della Balena, a una distanza di circa 115 milioni di anni luce dalla nostra Via Lattea.

## Scoperta
La galassia è stata scoperta il 27 dicembre 1875 dall'astronomo tedesco Wilhelm Tempel.

## Descrizione
NGC 1015 presenta una larga riga a 21 cm dell'idrogeno neutro.
L'indagine astronomica SAGA destinata alla ricerca di galassie satelliti attorno ad altre galassie, ha permesso di confermare la presenza di due galassie satelliti di NGC 1015.

## Supernova
Il 20 agosto 2009, all'interno di NGC 1015 è stata scoperta la supernova SN 2009ig da I. Kleiser, S. B. Cenko, W. Li e A. V. Filippenko dell'Università della California - Berkeley nel corso del programma LOSS (Lick Observatory Supernova Search) dell'Osservatorio Lick. La supernova è stata classificata di tipo Ia.